# Рибиця (річка)
Рибиця — річка в Україні, у межах Краснопільської селищної- та Миропільської сільської громад Сумського району Сумської області. Ліва притока Псла (басейн Дніпра).

## Опис
Довжина річки 29 км, похил річки — 1,7 м/км. Площа басейну 270 км². Долина коритоподібна, глибока, в багатьох місцях порізана балками і ярами. Заплава місцями однобічна. Річище слабозвивисте, місцями випрямлене. Споруджено кілька ставків, зокрема у верхів'ях річки.

## Розташування
Рибиця бере початок у лісовому масиві, на схід від смт Угроїди. Тече спершу на захід, поступово повертаючи на північ і північний схід, у пригирловій частині тече на північний захід. Впадає до Псла біля південно-східної околиці села Велика Рибиця.
Над річкою розташовані смт Угроїди, села Наумівка, Осоївка, Мала Рибиця, Велика Рибиця.
Навколо смт Угроїди у долині річки знаходяться заповідні території: ландшафтні заказники місцевого значення Шевців і Біликів, ботанічні пам'ятки природи місцевого значення Парк Харитоненків та Глибока, гирло річки знаходиться у гідрологічному заказнику місцевого значення «Миропільський».

## Притоки
- Балка Одриця - один із витоків річки на сході від смт Угроїди

### Праві
- Балка Пугачева - один із витоків, впадає у Рибицю на сході від смт Угроїди
- Балка Токарівка - протікає у лісовому масиві вздовж північно-західної околиці смт Угроїди
- Яр Еховщина - починається на півдні від села петрушівка, тече на північний захід і впадає у Рибицю на північно-східній околиці села Осоївка
- Прикіл
- Яр Дрібний - бере початок біля селища Миропільське, тече спосатку на північний захід, потім на захід і впадає у Рибицю між селами Мала Рибиця і Велика Рибиця

### Ліві
- Балка Вили - один із витоків, впадає у Рибицю на сході від смт Угроїди
- Балка Окіп - протікає через село Окіп і впадає у Рибицю у південно-західній частині смт Угроїди
- Балка Довжик - починається на південному заході від села Окіп, тече переважно на північ і впадає у Рибицю у південно-західній частині смт Угроїди. Верхів'я балки знаходиться у лісовому масиві на території ландшафтного заказника місцевого значення Довжик
- Балка Смолевщина - бере початок на південному сході від смт Угроїди, тече переважно на північний захід і впадає у Рибицю у селі Наумівка
- Балка Івани - впадає у Рибицю на південній околиці села Осоївка
- Балка Зубер - впадає у Рибицю на південно-західній околиці села Осоївка
  - Балка Козлова - ліва притока балки Зубер
- Балка Крута - впадає у Рибицю у селі Осоївка
- Яр Холодний -  Марченки, тече на схід і впадає у Рибицю у селі Осоївка
- Яр Чернецький - бере початок на північному заході від села, тече на схід і впадає у Рибицю на північно західній околиці села Осоївка
- Гнилиця
- Яр Корсунів - впадає у Рибицю північніше села Мала Рибиця